# 黄潇潇
黄潇潇（1983年3月3日—），山东青岛人，中国女子田径运动员，主项为400米跨栏。她曾在于赫尔辛基举办的2005年世界田径锦标赛上闯入了女子400米栏的决赛阶段，成为了中国田径历史上第一个进入该项赛事决赛阶段的女子运动员。

## 外部連結
- 黄潇潇在的頁面